# Sinfonia em Ré menor (Bruckner)
A Sinfonia (Nº 0 – Die Nullte) em Ré menor foi escrita pelo compositor Anton Bruckner em 1869.
Teve sua estréia em Klosterneuburg, Áustria, em 12 de outubro de 1924, regida por Franz Moissl. Bruckner não escreveu uma dedicatória em sua Sinfonia Nº 0.

## Movimentos
1. Allegro
2. Andante
3. Scherzo: Presto
4. Finale: Moderato – Allegro vivace

## Instrumentação
| - 2 flautas - 2 oboés - 2 clarinetes - 2 fagotes | - 4 trompas - 2 trompetes - 3 trombones | - Tímpano | - Violinos I - Violinos II - Violas - Violoncelos - Contrabaixos |

## Duração
A Sinfonia Nº 0 dura aproximadamente 40 minutos.